# Friedrich Kittler

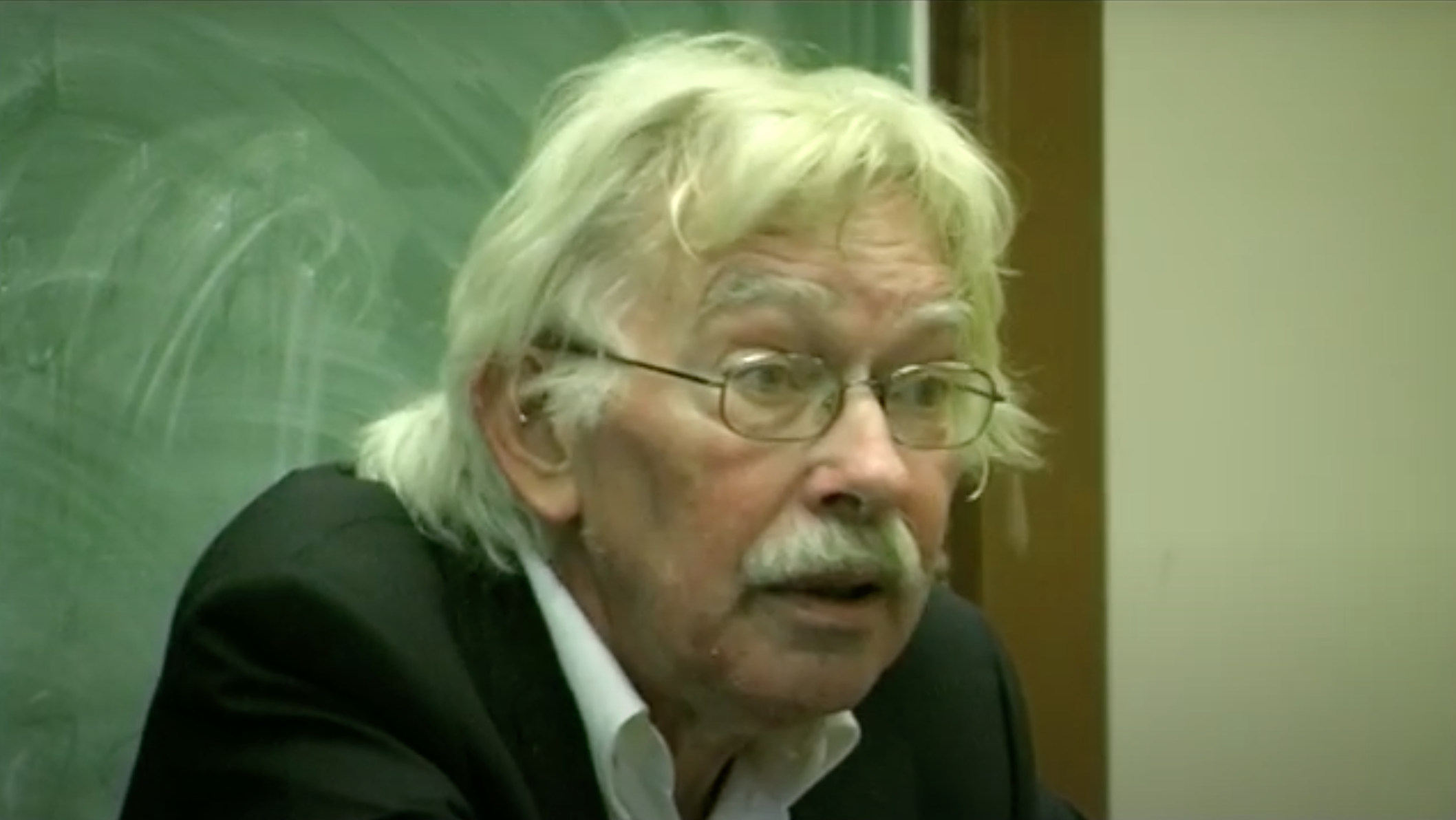
Friedrich Kittler (2009)

Friedrich A. Kittler (12 de Junho de 1943 – 18 de Outubro de 2011) foi um crítico literário e teórico da mídia. Suas obras contém conexões com a mídia, tecnologia e o meio militar.

## Biografia
Friedrich Adolf Kittler nasceu em 1943 em Rochlitz, na Saxônia. Sua família fugiu para a Alemanha Ocidental em 1958, onde ele frequentou uma escola preparatória com ênfase em ciências naturais e línguas modernas em Lahr, à beira ocidental da Floresta Negra entre 1958 e 1963, para finalmente, em seguida, estudar Germanística, Filologia Românica e Filosofia na Universidade de Friburgo em Friburgo na Brisgóvia.
Em 1976, Kittler recebeu o título de doutor em filosofia com uma tese sobre o poeta suíço Conrad Ferdinand Meyer. Entre 1976 e 1986 ele trabalhou como assistente no seminário de alemão da universidade. Em 1984, ele atingiu a Livre-docência no campo de Literatura Alemã Moderna.
Ele teve diversos períodos como professor visitante em universidades nos Estados Unidos, como a Universidade da Califórnia em Berkeley, Universidade da Califórnia em Santa Bárbara, Universidade Stanford e o European Graduate School.
De 1986 até 1990, ele dirigiu o seminário temático de Midialogia e Literatura no DFG em Kassel e em 1987 foi nomeado Professor de Alemão Moderno na Universidade de Ruhr. Em 1993 ele assumiu a cátedra de História da Mídia e Estética na Universidade Humboldt de Berlim.
Em 1993, Kittler foi condecorado com o "Prêmio Siemens de Arte Mídia" (Siemens-medienkunstpreis) do ZKM Karlsruhe (Zentrum für Kunst und Medientechnologie, ou "Centro de Arte e Tecnologia de Mídia") por sua pesquisa no campo da teoria da mídia.
Ele foi reconhecido como professor emérito pela Universidade Yale em 1996 e como professor honoris causa da Universidade Columbia em Nova Iorque em 1997. Kittler era membro da Associação Hermann von Helmholtz de Centros de Pesquisa Culturais e do grupo de pesquisa Billd Schrift Zahl (Imagem Escrita Número) no DFG.
Na argumentação de Kittler era comum a tendência de defender a tese, misturando graus de polêmica, apocalipticismo, erudição e humor, de que condições tecnológicas são entrelaçadas intimamente com a epistemologia e a própria ontologia. Este enunciado e o estilo de argumentação de modo mais geral são resumidos de modo mais apto em seu lema "Nur was schaltbar ist, ist häuptbar" —uma sentença que pode ser traduzida por "Apenas o que é trocável existe" ou de modo livre, "Apenas aquilo que pode sofrer câmbio, pode ser". Esta sentença se relaciona com o conceito de que qualquer representação pode, a princípio, ser apresentada de acordo com o modelo binário da computação. Kittler, supostamente, dá um passo adiante sugerindo que  qualquer coisa que não pode "cambiar" não pode, na realidade, "ser", ao menos nas condições técnicas atuais. Esta tese foi invocada no seu leito de morte, em 2011. Morrendo em um hospital em Berlim e sustentado apenas por aparelhos médicos, suas últimas palavras no suporte de vida foram "Alle Apparate ausschalten", que é traduzido por "desliguem todos os aparelhos".

## Obra
Friedrich Kittler teve influência na atitude perante a teoria do mass media que se tornou popular a partir dos anos 80 do século XX, os estudos da nova mídia (em Alemão: technische Medien, que se traduz de modo geral como "mídias técnicas"). O projeto central de Kittler consiste em "provar perante as ciências humanas [...] a sua condição técnico-midiática a priori" (Hartmut Winkler), ou em suas próprias palavras: "Conduzir o humano para fora das humanidades", no título de uma das suas obras da década de 1980.
Kittler entende que a tecnologia possui autonomia e portanto discorda de Marshall McLuhan no ponto em que observa as mídias como "extensões do homem": "Mídias não são pseudópodes que estendem o corpo humano. Eles seguem a lógica da escalabilidade que deixa a nós e à história escrita no seus flancos."
Por consequência, ele observa um contínuo na escrita de romances, na compilação de programas e na queima de estruturas em chips de silício, sem qualquer interrupção: "Assim como sabemos e teimamos em não reconhecer, nenhum humano mais escreve. (...) Hoje, a escrita humana passa por inscrições cauterizadas no silício pela litografia eletrônica. (...) O último ato histórico de escrita pode assim ter sido durante a década de 70 do século XX quando um time de engenheiros da Intel desenharam a arquitetura de hardware do primeiro microprocessador integrado." (Kittler, Es gibt keine Software. In: ders.: Draculas Vermächtnis. Technische Schriften.)

## Publicações
- 1977: Der Traum und die Rede. Eine Analyse der Kommunikationssituation Conrad Ferdinand Meyers. Bern-Munich
- 1979: Dichtung als Sozialisationsspiel. Studien zu Goethe und Gottfried Keller (with Gerhard Kaiser). Göttingen
- 1985: Aufschreibesysteme 1800/1900. Fink: Munich. ISBN 3-7705-2881-6 (English edition: Discourse Networks 1800 / 1900, with a foreword by David E. Wellbery. Stanford 1990)
- 1986: Grammophon Film Typewriter. Berlin: Brinkmann & Bose. ISBN 3-922660-17-7 (English edition: Gramophone, Film, Typewriter, Stanford 1999)
- 1990: Die Nacht der Substanz. Bern
- 1991: Dichter – Mutter – Kind. Munich
- 1993: Draculas Vermächtnis: Technische Schriften. Leipzig: Reclam. ISBN 3-379-01476-1 Essays zu den "Effekten der Sprengung des Schriftmonopols", zu den Analogmedien Schallplatte, Film und Radio sowie "technische Schriften, die numerisch oder algebraisch verfasst sind".
- 1997: Literature, Media, Information Systems: Essays (published by John Johnston). Amsterdam
- 1998: Hardware das unbekannte Wesen
- 1998: Zur Theoriegeschichte von Information Warfare
- 1999: Hebbels Einbildungskraft – die dunkle Natur. Frankfurt, New York, Vienna
- 2000: Eine Kulturgeschichte der Kulturwissenschaft. München
- 2000: Nietzsche – Politik des Eigennamens: wie man abschafft, wovon man spricht (with Jacques Derrida). Berlin.
- 2001: Vom Griechenland (with Cornelia Vismann; Internationaler Merve Diskurs Bd.240). Merve: Berlin. ISBN 3-88396-173-6
- 2002: Optische Medien. Merve: Berlin. ISBN 3-88396-183-3 (English edition: Optical Media, with an introduction by John Durham Peters. Polity Press 2010)
- 2002: Zwischen Rauschen und Offenbarung. Zur Kultur- und Mediengeschichte der Stimme (as publisher). Akademie Verlag, Berlin
- 2004: Unsterbliche. Nachrufe, Erinnerungen, Geistergespräche. Wilhelm Fink Verlag, Paderborn.
- 2006: Musik und Mathematik. Band 1: Hellas, Teil 1: Aphrodite. Wilhelm Fink Verlag, Paderborn.
- 2009: Musik und Mathematik. Band 1: Hellas, Teil 2: Eros. Wilhelm Fink Verlag, Paderborn.
- 2011: Das Nahen der Götter vorbereiten. Wilhelm Fink, Paderborn.
- 2013: Die Wahrheit der technischen Welt. Essays zur Genealogie der Gegenwart, Suhrkamp, Berlin. (English edition: The truth of the technological world: essays on the genealogy of presence, translated by Erik Butler, with an afterword by Hans Ulrich Gumbrecht. Stanford 2013.)
- 2013: Philosophien der Literatur. Merve, Berlin.
- 2013: Die Flaschenpost an die Zukunft. With Till Nikolaus von Heiseler, Kulturverlag Kadmos, Berlin.

## Palestras
- Farben und/oder Maschinen denken
- Ontologie der Medien